# Baby Esther
 (juillet 2018).
Si vous disposez d'ouvrages ou d'articles de référence ou si vous connaissez des sites web de qualité traitant du thème abordé ici, merci de compléter l'article en donnant les références utiles à sa vérifiabilité et en les liant à la section « Notes et références ».
Esther Jones, connue sous son nom de scène Baby Esther, est une chanteuse et artiste américaine de la fin des années 1920, connue pour son style de chant « bébé ». 

## Biographie
Elle se produit régulièrement durant sa carrière au Cotton Club de Harlem.
Son style, copié par Helen Kane, a servi d'inspiration pour la voix du personnage Betty Boop.
Lors du procès Fleischer Studios vs. Helen Kane, le directeur du théâtre Lou Walton a témoigné qu'Helen Kane avait vu Baby Esther en 1928 dans un cabaret et s'était appropriée le style de chant de Jones en changeant les mots « boo-boo-boo » et « doo-doo-doo » en « boop-boop-a-doop » dans sa chanson I Wanna Be Loved by You. Helen Kane n'a jamais admis cela publiquement.
Sa date de mort est inconnue.